# 艾庄回族乡
艾庄回族乡，是中华人民共和国河南省许昌市建安区下辖的一个乡镇级行政单位。位于许昌市西北25公里处，西临禹州市郭连乡，北接长葛市石固镇，地势呈西高北低、南高北低趋势。乡域面积13.5平方公里，耕地面积1029.5公顷。

## 行政区划
艾庄回族乡下辖以下地区：
艾庄村、谷杨村、西王村、大牛村、码头魏庄村、鲁湾村、聂庄村、袁庄村和杜宋村。